# Dendryphantes tuvinensis
Dendryphantes tuvinensis là một loài nhện trong họ Salticidae.
Loài này thuộc chi Dendryphantes. Dendryphantes tuvinensis được Dmitri Viktorovich Logunov miêu tả năm 1991.